# 米爾斯崖
米爾斯崖（英語：Mills Cliff），是南極洲的山崖，位於埃爾斯沃思地的瑟斯頓島，處於洛夫格倫半島中北部，以美國海軍的空勤人員命名，現時由南極條約體系管理。